# Australoheros
Australoheros és un gènere de peixos de la família dels cíclids i de l'ordre dels perciformes.

## Distribució geogràfica
És endèmic de Sud-amèrica.

## Taxonomia
- Australoheros autrani (Ottoni & Costa, 2008)[3]
- Australoheros barbosae (Ottoni & Costa, 2008)[3]
- Australoheros charrua (Říčan & Kullander, 2008)[4]
- Australoheros facetus (Jenyns, 1842)[5]
- Australoheros forquilha (Říčan & Kullander, 2008)[6]
- Australoheros guarani (Říčan & Kullander, 2008)[7]
- Australoheros ipatinguensis (Ottoni & Costa, 2008)[3]
- Australoheros kaaygua (Casciotta, Almirón & Gómez, 2006)[8]
- Australoheros macacuensis (Ottoni & Costa, 2008)[9]
- Australoheros macaensis (Ottoni & Costa, 2008)[3]
- Australoheros minuano (Říčan & Kullander, 2008)[6]
- Australoheros muriae (Ottoni & Costa, 2008)[9]
- Australoheros paraibae (Ottoni & Costa, 2008)[10]
- Australoheros ribeirae (Ottoni, Oyakawa & Costa, 2008)[11]
- Australoheros robustus (Ottoni & Costa, 2008)[3]
- Australoheros saquarema (Ottoni & Costa, 2008)[10]
- Australoheros scitulus (Rícan & Kullander, 2003)[12]
- Australoheros tembe (Casciotta, Gómez & Toresanni, 1995)[13][14][15][16][17]